# 白陉古道
白陉古道，位于山西省晋城市陵川县马圪当乡横水村至双底村。

## 保护
2013年1月，白陉古道公布为第二批晋城市文物保护单位，编号2-10。2021年8月4日，白陉古道公布为第六批山西省文物保护单位，古建筑类，编号6-18。